# Tuba Yakan
Tuba Yakan (nascuda Tuba Yenen, a Izmit, el 8 de gener de 1991) és una karateca turca, campiona d'Europa. Va guanyar medalla d'or, plata i de bronze. El seu cognom original, Yenen significa "guanyador(a)" en turc. Està casada amb el també karateca turc, Mehmet Yakan. Pertany al club esportiva Kocaeli Büyükşehir Belediyesi Kağıt SK.